# 倉島乳業
倉島乳業株式会社（くらしまにゅうぎょう）は、北海道岩内郡岩内町にある乳業メーカー。

## 沿革
- 1905年（明治38年） - 創業[2]。
- 1963年（昭和38年） - 現在地に会社設立[2]。
- 2016年（平成28年） - 国分グループ本社が株式2割を取得し、国分の持分法適用会社となる[3]。

## 主な商品
- 倉島牧場牛乳
- 倉島乳業レアチーズケーキ
- 倉島チーズ入り大福

## 所在地
本社は岩内町にあるが、製造の拠点である工場は仁木町にある。
- 本社
  - 岩内郡岩内町字宮園225[1]
- 仁木工場
  - 余市郡仁木町西町3丁目51[1]

## その他
- バターやレアチーズケーキなどの製品は、インターネットでも購入することができたようだが、現在(2017年11月20日時点）では同社ホームページ上ではネット販売は停止している。